# Legió V Macedònica

Mapa de l'imperi romà l'any 125 dC, sota l'emperador Hadrià, que mostra la LEGIO V MACEDONICA, estacionada al riu Danubi a Troesmis (Romania), a la província de Moesia Inferior, del 107 al 161 dC

La Legió V Macedonica fou una legió romana formada per August i el cònsol Gai Vibi Pansa Cetronià l'any 43 aC i restà estacionada a Mèsia fins al segle iv. El seu símbol era un bou, tot i que a vegades també utilitzava l'àliga. El seu cognomen prové de la primera destinació de la legió a Macedònia.
És probable que la legió participés en la batalla d'Àccium. Posteriorment es traslladà a Macedònia, on restà del 30 aC fins al 6 dC, i després a Oescus (província de Mèsia, no gaire lluny de l'actual Pleven). L'any 62 la legió participà en la campanya de Gneu Domici Corbuló contra l'Imperi Part i l'any 66, encara destinada a l'est, serví amb la Legió X Fretensis a les ordres directes de Vespasià en la Primera guerra judeoromana, l'estiu del 67 va derrotar amb èxit a les forces a la muntanya Gerizim samarità, i després va participar en el setge de Gamala al 68, i després en el Setge de Jerusalem (70).